# Bellou-sur-Huisne
Bellou-sur-Huisne là một xã của tỉnh Orne, thuộc vùng hành chính Normandie miền tây bắc nước Pháp.